# Samoobrona Rzeczpospolitej Polskiej

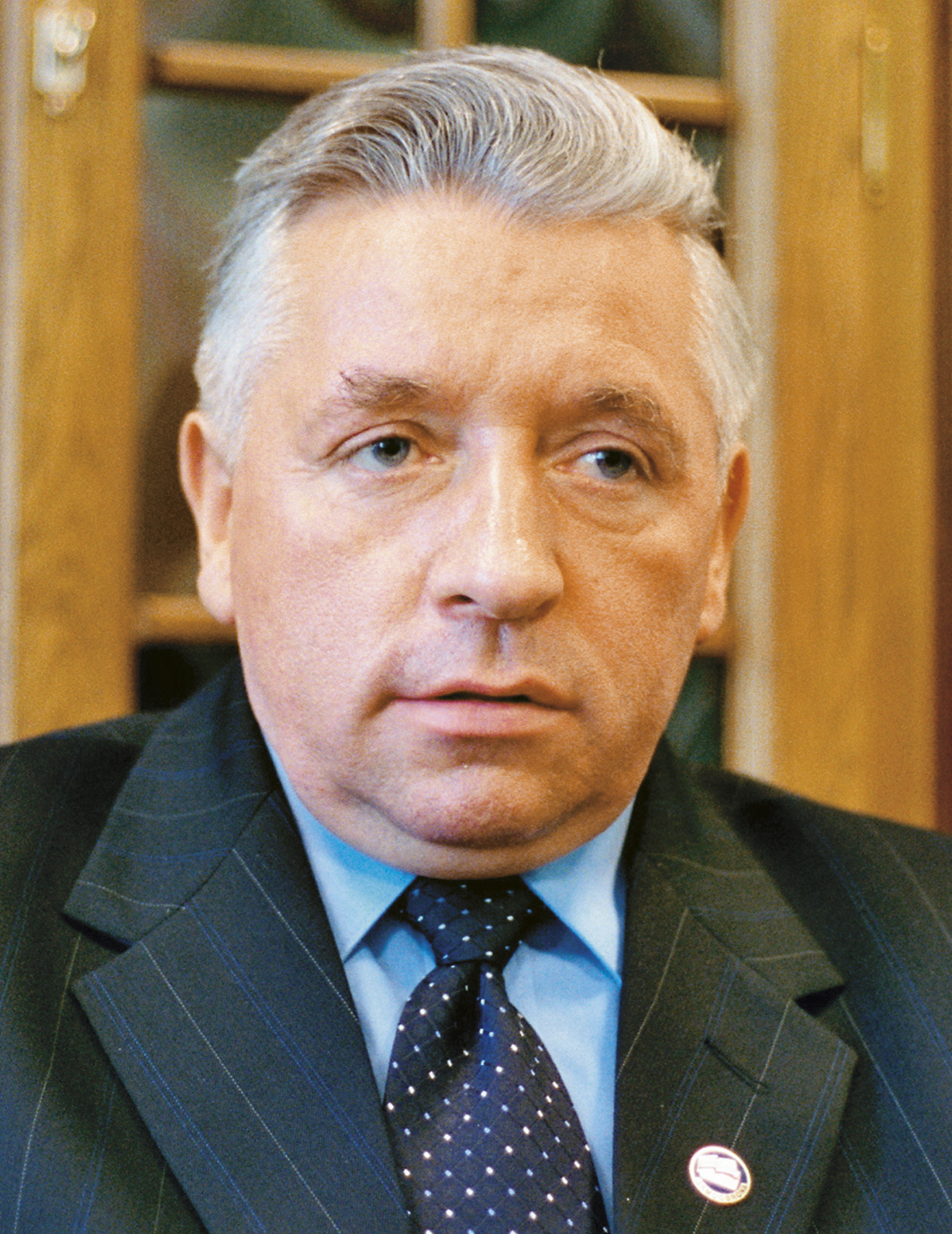
Andrzej Lepper, Parteichef von 1992 bis 2011

Die Samoobrona Rzeczpospolitej Polskiej (meist nur Samoobrona genannt, deutsch Selbstverteidigung der Republik Polen) ist eine politische Partei in Polen. Von Politikwissenschaftlern als populistisch und bäuerlich eingeordnet, ist sie wirtschaftspolitisch stark links geprägt, vertritt gesellschaftspolitisch allerdings zumeist katholisch-konservative Werte. Sie war von 2001 bis 2007 im polnischen und von 2004 bis 2009 im Europäischen Parlament vertreten. Spätestens seit dem Tod ihres langjährigen Führers Andrzej Lepper im Jahr 2011 ist sie politisch bedeutungslos.

## Geschichte und Allgemeines
Die Samoobrona wurde 1992 von Andrzej Lepper zunächst als Bauerngewerkschaft gegründet. Lepper führte sie auch als Parteivorsitzender bis zu seinem Tod 2011. Die Partei trat vor allem als Fürsprecherin der polnischen Kleinbauern, die oft in wirtschaftlichen und finanziellen Schwierigkeiten steckten, sowie der durch den Bankrott von Agrargenossenschaften arbeitslos gewordenen Landarbeitern auf. Damit trat sie in direkte Konkurrenz zur etablierten Polnischen Volkspartei (PSL).
Die Samoobrona setzte in der Vergangenheit häufig auf außerparlamentarische, teilweise illegale Aktionen. Mehrmals wurden Straßenblockaden errichtet, um den Transport von landwirtschaftlichen Erzeugnissen aus der EU zu verhindern. Im Sejm, dem Unterhaus des polnischen Parlaments, forderte sie des Weiteren höhere Subventionen für die polnische Landwirtschaft und knüpfte damit bewusst an die Zentralverwaltungswirtschaft des realsozialistischen Polen in der Zeit vor 1989 an.
Zuvor eher unbedeutend, gewann die Samoobrona mit dem Näherrücken des polnischen Beitritts zur EU an wachsender Popularität. In den Parlamentswahlen 2001 erreichte sie 10,2 % der Stimmen und stellte damit im Sejm die drittgrößte Fraktion. Bei der Europawahl 2004 gewann sie 6 der 54 polnischen Sitze im Europäischen Parlament. Nach den Parlamentswahlen 2005 wurde die Samoobrona schließlich überraschend Mitglied der polnischen Regierungskoalition unter Führung der konservativen Partei Recht und Gerechtigkeit (PiS). Zunächst tolerierte sie nur die Minderheitsregierung der PiS, im Mai 2006 trat sie aber auch selbst ins Kabinett ein: Andrzej Lepper wurde Vize-Ministerpräsident sowie Minister für Landwirtschaft und ländliche Entwicklung, Anna Kalata Ministerin für Arbeit und Soziales, Antoni Jaszczak Bauminister.
Bei den vorgezogenen Parlamentswahlen 2007, bei denen auch der frühere polnische Ministerpräsident Leszek Miller, ehemals Abgeordneter des Bundes der Demokratischen Linken (SLD), für die Samoobrona angetreten war, gelang es der Partei jedoch nicht mehr, in den Sejm einzuziehen. Ein geplantes Wahlbündnis mit der nationalistischen Liga Polnischer Familien (LPR), die ebenfalls aus dem Sejm schied, war wegen starker programmatischer Differenzen verworfen worden. Auch bei der Europawahl 2009 konnte die Samoobrona mit 1,46 % keinen Abgeordneten mehr entsenden.
Zur Parlamentswahlen 2011 trat die Partei unter dem Namen Unser Haus Polen – Selbstverteidigung Andrzej Leppers an und fuhr nur noch 0,07 % der Stimmen ein. Lepper, politisches Zugpferd der Partei, hatte sich wenige Wochen zuvor in seinem Büro in Warschau erhängt. Im Februar 2013 schloss die Samoobrona mit der belarussischen regierungsnahen Organisation Belaja Rus ein Kooperationsabkommen.
Zur Parlamentswahl 2019 trat die Samoobrona nicht mehr flächendeckend, sondern nur noch in einzelnen Wahlkreisen mit Direktkandidaten für den Sejm und den Senat an. In den 2010er-Jahren wuchs die Mitgliederzahl wieder auf etwa 7000 an.
Bei der Parlamentswahl 2023 trat die Partei zusammen mit der AgroUnia von Michał Kołodziejczak an.

## Ausrichtung und Einordnung
Samoobrona wendet sich außenpolitisch gegen NATO und EU. Innenpolitisch grenzt sich die Samoobrona scharf von allen liberalen Bewegungen ab und verfolgt nach eigenen Angaben einen „Dritten Weg“ zwischen Kapitalismus und Kommunismus.
Der Politikwissenschaftler Kai-Olaf Lang ordnet Samoobrona als Vertreterin eines Agrarpopulismus ein, die auch linkspopulistische Züge trägt.

## Wahlergebnisse zum Sejm
- 1993: 2,78 %
- 1997: 0,08 %
- 2001: 10,20 %
- 2005: 11,41 %
- 2007: 1,53 %
- 2011: 0,07 %
- 2015: 0,03 %